# Roman enluminé de Nezame
Le Roman enluminé de Nezame ou Conte enluminé de Nezame (寝覚物語絵巻, Nezame monogatari emaki) est un emaki datant de la fin de l’époque de Heian (fin du XIIe siècle). Il s’agit d’une enluminure du Yoru no Nezame qui narre une romance à la cour impériale. Cette œuvre est l’un des plus anciens emaki conservés de nos jours, ainsi qu’un des rares exemples existants du style de peinture onna-e à l’époque de Heian. Elle figure parmi les trésors nationaux du Japon qui consacre les biens les plus inestimables du patrimoine culturel du pays.

## Arts desemaki
Apparu au Japon vers le VIe siècle grâce aux échanges avec l’Empire chinois, l’art de l’emaki se diffusa largement auprès de l’aristocratie à l’époque de Heian. Un emaki se compose d’un ou plusieurs longs rouleaux de papier narrant une histoire au moyen de textes et de peintures de style yamato-e. Le lecteur découvre le récit en déroulant progressivement les rouleaux avec une main tout en le ré-enroulant avec l’autre main, de droite à gauche (selon le sens d’écriture du japonais), de sorte que seule une portion de texte ou d’image d’une soixantaine de centimètres est visible. La narration suppose un enchaînement de scènes dont le rythme, la composition et les transitions relèvent entièrement de la sensibilité et de la technique de l’artiste. Les thèmes des récits étaient très variés : illustrations de romans, de chroniques historiques, de textes religieux, de biographies de personnages célèbres, d’anecdotes humoristiques ou fantastiques…
Durant l’époque de Heian, les illustrations de romans appelées monogatari-e deviennent très en vogue à la cour, contribuant d’ailleurs à la professionnalisation et au perfectionnement de l’art des emaki qui atteint sa maturité vers la seconde moitié du XIIe siècle.

## Description

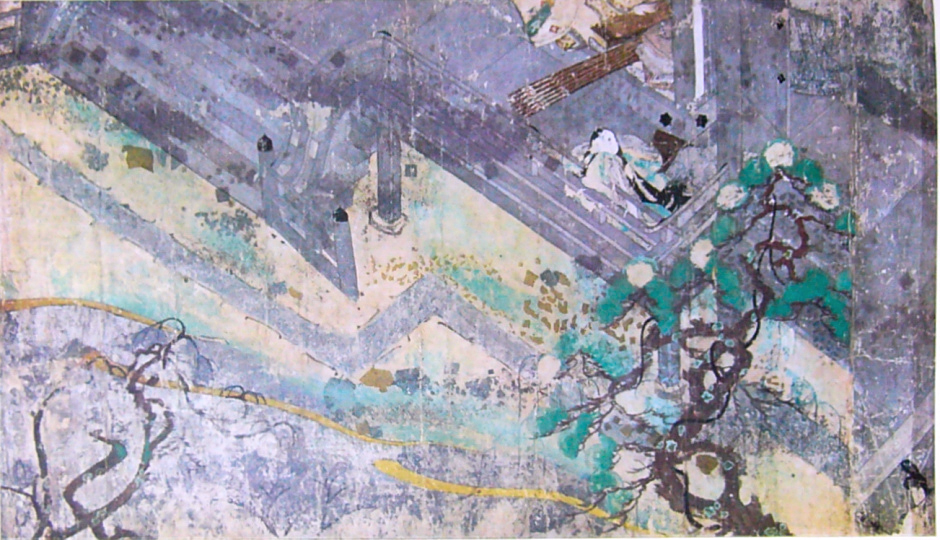
Seconde scène du rouleau.

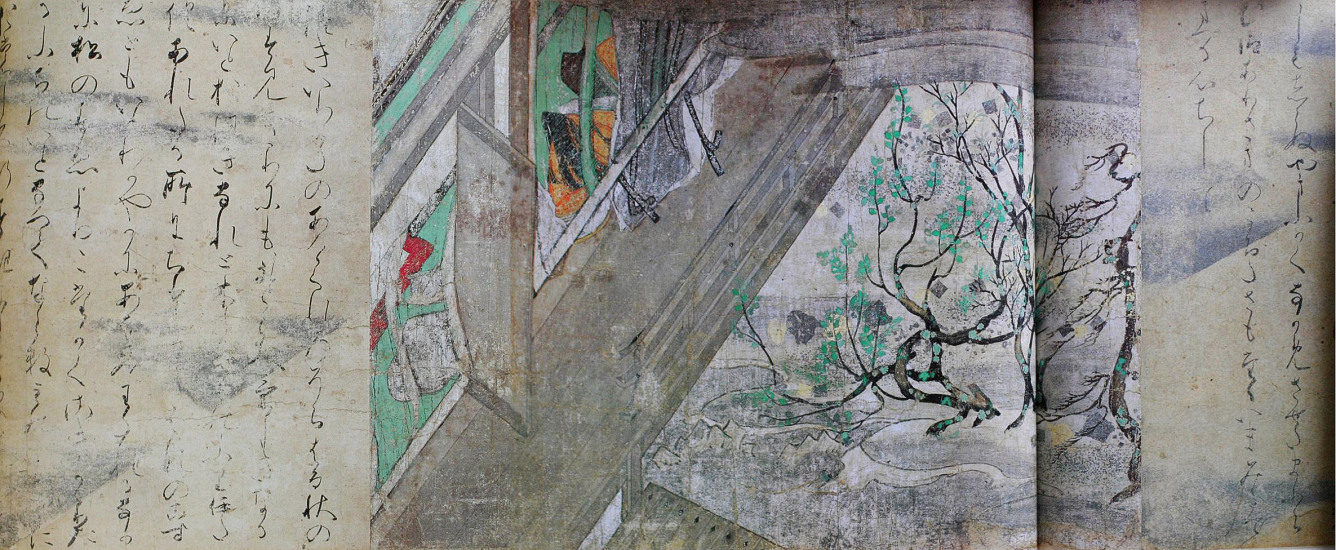
Troisième scène du rouleau.

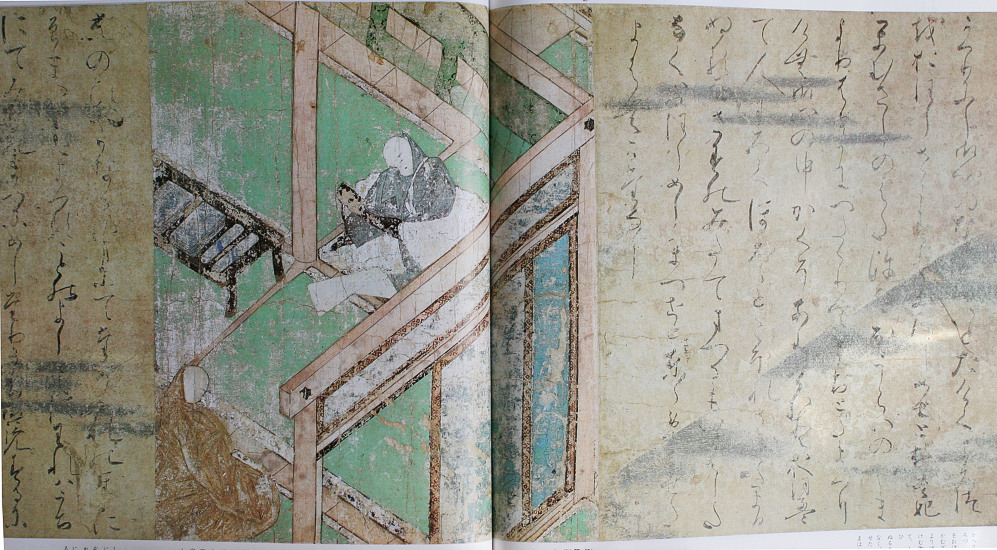
Quatrième scène du rouleau.

L’emaki illustre le Yoru no Nezame, un roman en prose narrant les vicissitudes de la vie à la cour d’une jeune courtisane nommée Nakanokimi ou Nezame, et plongeant constamment le lecteur dans les pensées et les sentiments de Nezame. L’histoire est centrée sur la romance entre Nezame et un conseiller de la cour (un chūnagon), dont elle tombe enceinte, mais de nombreux obstacles rendent cet amour impossible, notamment le fait que le conseiller est promis à la sœur aînée de Nezame, Ōigimi. Nezame est contrainte d’épouser un autre homme plus âgé qu’elle, pour lequel elle développe une certaine affection à défaut d’amour,.
Il ne subsiste de l’emaki qu’un seul rouleau assez endommagé qui comprend cinq sections de texte en prose et quatre illustrations, pour une longueur totale de 528 cm et une hauteur de 25,8 cm. Ce rouleau couvre probablement la dernière partie du roman. L’auteur et le commanditaire sont inconnus.
La première scène est dominée par des cerisiers du Japon en fleur sur un riche fond saupoudré de poussière d’or, d’argent et de mica. Trois jeunes filles, une jouant de la flûte et deux tenants un éventail, se tiennent assises sous les arbres. La partie inférieure gauche laisse entrevoir l’intérieur d’une riche demeure. La signification de la scène est incertaine, mais il s’agit peut-être de la visite de Nezame à sa belle fille. La seconde scène montre une courtisane se reposant sur une véranda sous les glycines. Deux personnes jouent de la musique en haut de la scène, tandis que Masako, le fils de Nezame, apparaît dans le coin inférieur droit. Il s’agit sans doute de la visite de Masako à Sadaijin-no-nyōgo, épouse de l’empereur. La troisième scène est celle de la visite de Masako à une courtisane à qui il souhaite déclarer son amour. Un reflet de lune apparaît fugacement dans le ruisseau du jardin, tandis que les personnages sont visibles à travers les ouvertures de la véranda sur la gauche. La quatrième scène montre l’empereur s’entretenant avec un prêtre à propos de la lettre de Nezame ; contrairement aux autres scènes, l’atmosphère est ici plus religieuse et solennelle.  

## Style
Les peintures de l’emaki s’inscrivent dans le genre onna-e du yamato-e en vogue au XIIe siècle à la fin de l’époque de Heian. Les peintures onna-e sont généralement très stylisées, élégantes et raffinées avec des couleurs riches et opaques, servant à représenter l’atmosphère paisible, romantique et souvent nostalgique de la vie des dames à la cour impériale.
Le style pictural est proche de celui des Rouleaux illustrés du Dit du Genji (env. 1120-1140), l’œuvre la plus célèbre du genre onna-e. En particulier, les peintures sont effectuées selon la méthode de la peinture construite ou tsukuri-e,. Une première esquisse de la scène est réalisée à l’encre de Chine, puis la couleur est apposée dans un ordre précis, des vastes zones en fond jusqu’aux détails finaux, suivant les directives du maître parfois annotées directement sur le papier. Finalement, les contours sont de nouveau dessinés ou rehaussés à l’encre afin d’accentuer la profondeur. La technique dite du fukinuki yatai, consistant à ôter les toits des bâtiments, a été utilisée pour peindre en une même scène l’intérieur d’un bâtiment et l’extérieur, que ce soit jardin ou véranda. Enfin, les visages sont réalisés selon la technique du hikime kagibana typique du onna-e, c’est-à-dire que les visages sont représentés de façons abstraites, avec trois traits (pour les yeux et le nez) sur fond blanc.
Le Roman enluminé de Nezame apparaît plus décoratif que les Rouleaux illustrés du Dit du Genji, en incorporant par exemple de la poudre d’argent et d’or dans les peintures, et présentent des couleurs plus douces. Les angles y sont aussi plus abrupts dans la composition. La représentation de la nature est remarquable dans ces peintures : très élaborée, elle souligne de façon subtile les sentiments des personnages ainsi qu’une certaine mélancolie, prenant finalement le pas sur les personnages. Comme souvent dans la peinture japonaise, ces décors tiennent compte de la saison à laquelle ils sont dessinés, comme le printemps ici représentés par des cerisiers en fleurs et des glycines.

## Postérité
Le Roman enluminé de Nezame est un des rares exemples subsistants de monogatari-e de l’époque de Heian, ainsi qu’un des plus anciens exemples de peintures onna-e de la cour impériale avec les Rouleaux illustrés du Dit du Genji. Il témoigne du raffinement atteint par la peinture narrative de la cour à la fin de l’époque de Heian, qui annonce l’âge d’or des emaki. Depuis le 22 novembre 1962, il est classé trésor national. L’œuvre est entreposée au musée d'art japonais Yamato Bunkakan de Nara,.
Le texte original du Yoru no Nezame est perdu de nos jours, et seules certaines parties sont connues à travers des copies ; les textes du rouleau étant probablement directement inspiré du roman original, il présente une importance littéraire certaine pour l’étude et la compréhension du texte original,.
Une copie de l’époque d’Edo réalisée par Kanō Osanobu (école Kanō) est détenue par le musée national de Tokyo.

### Rouleaux enluminés
- Liste d'emaki
- Rouleaux illustrés du Dit du Genji (le plus ancien: du XIIe siècle)
- Rouleau des maladies (XIIe siècle)
- Rouleau des êtres affamés (XIIe siècle)
- Rouleaux des légendes du mont Shigi (XIIe siècle)
- Ban dainagon ekotoba (Rouleaux enluminés du grand courtisan Tomo no Yoshio, ou Histoire de Ban dainagon) (XIIe siècle)
- Rouleaux des enfers (fin XIIe siècle)
- Chōjū-giga (Rouleaux enluminés des hommes et des animaux en folie) (XIIe – XIIIe siècle
- Rouleaux enluminés du journal intime de Murasaki Shikibu (XIIIe siècle)
- Rouleaux illustrés du Dit de Heiji (XIIIe siècle)
- Rouleaux enluminés de la procession nocturne des cent démons (entre le XVIe et le  XIXe siècle)

### Autres articles connexes
- Yoru no Nezame
- Peinture japonaise
- Art japonais